# Burpengary

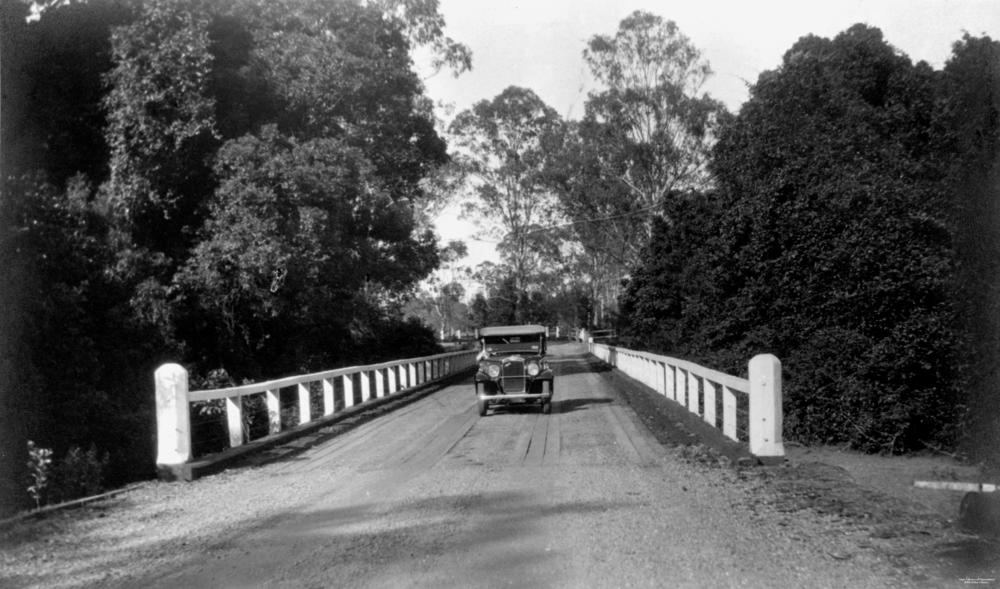

Burpengary est une ville et une banlieue dans la région de Moreton Bay, Queensland, Australie,.
Burpengary est l'une des zones résidentielles à la croissance la plus rapide de la région de Moreton Bay. Les principaux détaillants de Burpengary sont ALDI, Woolworths Limited, Coles Supermarkets et Kmart Australia.
La localité est délimitée à l'est par la route Bruce, à l'ouest par Oakey Flat Road, au nord-ouest par la voie ferrée de la côte nord et au sud-ouest par Burpengary Creek et la voie ferrée de la côte nord.
Burpengary Creek est la principale voie navigable de la banlieue.